# Студенокский сельский совет (Глуховский район)
Студенокский сельский совет (укр. Студеноцька сільська рада) — входит в состав
Глуховского района
Сумской области
Украины.
Административный центр сельского совета находится в 
с. Студенок
.

## Населённые пункты совета
- с. Студенок